# Cole Porter
Cole Albert Porter (ur. 9 czerwca 1891 w Peru w Indianie, zm. 15 października 1964 w Santa Monica) – amerykański kompozytor, twórca musicali filmowych i scenicznych (Kiss me, Kate; Anything Goes; Paris), przedstawiciel wielkiej piątki kompozytorów tworzących zasady musicalu obowiązujące do końca pierwszej połowy XX wieku.

## Życiorys

### Dzieciństwo
Urodził się w rodzinie milionerów. Jego dziadek, J.O. Cole, dorobił się fortuny na węglu. Rozpoczął edukację muzyczną w bardzo młodym wieku. Kiedy miał sześć lat, grał już na skrzypcach, w wieku ośmiu na fortepianie, dwa lata później, z pomocą matki (Kate) napisał pierwszą operetkę Song of the birds. Jednak surowy J.O. Cole widział swojego wnuka w roli prawnika, a nie muzyka, postanowił więc wysłać go na studia prawnicze. Po ukończeniu Uniwersytetu Yale, gdzie był członkiem wielu organizacji i pisał piosenki dla klubów sportowych (niektóre z nich śpiewane są tam do dziś), młody Porter udał się na Harvard Law School, skąd po roku, ku niezadowoleniu swego wpływowego dziadka, przeniósł się do Harvard University Department of Music.
W 1916 na Broadwayu pojawiła się jego pierwsza produkcja, „See America First”. Okazała się ona jednak katastrofą i zdjęto ją po kilku tygodniach. Zrażony i podłamany niepowodzeniem Cole uciekł do Paryża, gdzie postanowił wieść wystawne życie na koszt swojego znienawidzonego dziadka.

### Paryż
W 1917 Stany Zjednoczone przystąpiły do I wojny światowej, a Cole Porter przebywał w Paryżu, pisząc piosenki i zabawiając nimi swoich przyjaciół. W tym samym roku udał się też w podróż po Europie, poznając wielu światowych artystów i intelektualistów, między innymi Pabla Picassa i Gertrude Stein. Istnieją wątpliwości co do tego, czy służył – jak sam twierdził – w Legii Cudzoziemskiej, choć figuruje on w wykazie jej żołnierzy, a jego portret jest wystawiony w muzeum tej jednostki (Musée de la Légion étrangère) w Aubagne.
W 1918 w jego życiu nastąpił przełom. Na weselu przyjaciół poznał Lindę Lee Thomas, bogatą rozwódkę uważaną za „najpiękniejszą kobietę Paryża”. Wspólne zamiłowanie do podróży, luksusu, muzyki i sztuki stworzyło z nich idealną parę. W 1919 odbył się ich ślub. Linda szybko poznała się na muzycznym talencie męża, który do tej pory ograniczał się tylko do pisania muzyki na niekończące się przyjęcia. Postanowiła przywrócić mu wiarę w siebie i amerykańską publiczność.

### Broadway
W 1928 zawitał na Broadwayu z komedią Paris (wątek francuski miał powtarzać się w jeszcze wielu jego przedstawieniach, a mianowicie Silk Stockings, Can Can). Paris okazał się jego pierwszym sukcesem, a piosenka Let’s do it, opowiadająca o zwyczajach różnych zwierząt, stała się szlagierem. Jest to też pierwsza z jego „list songs” – gatunku, który odkrył i rozsławił – polegająca na wymienianiu kolejnych przykładów. Następne przedstawienia, 50 milionów Francuzów i kończące dekadę Obudź się i śnij (premiera odbyła się 30 grudnia 1929), cieszyły się jeszcze większym powodzeniem. Piosenki You do something to me i What is this thing called love grane były na całym świecie. Nową dekadę rozpoczął odważnym jak na swe czasy musicalem „Nowojorczycy”. Numer Love for Sale został natychmiast objęty cenzurą, a piosenka zakazana w radiu na wiele lat. Jednak lata 30. okazały się też pasmem sukcesów. Show Wesoła Rozwódka z Fredem Astaire’em w roli głównej, przedstawiał prawdopodobnie najlepiej znaną piosenkę Cole’a, Night and Day.
W 1934 odbyła się premiera Fantastycznego rejsu (ang. Anything Goes), musicalu uważanego nie tylko za największe osiągnięcie muzyczne Portera, ale w ogóle całych lat 30. Piosenki You’re the Top, Blow Gabriel Blow oraz pozycja tytułowa przeszły do historii. Jest to też pierwsze przedstawienie, w którym występuje Ethel Merman, ulubiona aktorka i przyjaciółka Cole’a. Kochał on jej silny, przenikliwy głos i napisał 5 musicali, których piosenki miały uwypuklać jej atuty. Następna sztuka, Jubilee, okazała się niepowodzeniem. Była ona bardziej ambitna niż poprzednia. Mimo finansowej klapy, piosenki (w tym Just one of those things i Begin the Beguine) zostały zapamiętane.

### Hollywood
W połowie lat 30. przyjechał wraz z żoną do Hollywood. Na początku sceptyczny wobec reguł szefów studiów filmowych (w filmach nie były cenione charakterystyczne dla niego błyskotliwe rymy i dwuznaczny dowcip), szybko uprościł piosenki, rozsmakował w hollywoodzkim życiu i napisał muzykę do filmów Urodzona do tańca i Rosalie.
Prywatnie słynął z zamiłowania do pięknych kobiet i choć był żonaty z jeszcze piękniejszą, „powszechnie znaną tajemnicą” była jego homoseksualność. Największą miłością jego życia był rosyjski poeta, tancerz i librecista Boris Kochno, z którym żył w Paryżu w latach dwudziestych. Pozostawał też w dłuższych związkach z choreografem Nelsonem Barcliftem (dla którego napisał You’d be so nice to come home to), architektem Edem Tauchem czy Bostończykiem Howardem Sturgesem. Mimo jego związków z mężczyznami małżeństwo z Lindą było szczęśliwe i oparte na wzajemnym szacunku i przyjaźni. Dopiero w Hollywood, gdzie homoseksualizm stawał się coraz bardziej otwarty, ich związek zaczął przeżywać kryzys. Para rozstała się pod koniec lat 30.

### Wypadek i ostatnie lata
W październiku 1938 udał się na przejażdżkę konną. Koń się spłoszył i przewrócił w pędzie, miażdżąc obie nogi kompozytora i pozostawiając w chronicznym bólu do końca życia. Lekarze powiedzieli Lindzie, która zdecydowała się wrócić i opiekować mężem, że jego prawa noga powinna być amputowana, ale ta nie wyraziła zgody. Porter przeszedł więc ponad 30 operacji, a ciągły ból i bezsenność doprowadziły go do stanów głębokiej depresji. Nie stracił jednak humoru, ani chęci pracy. Opowiadał, że leżąc na trawie po upadku i czekając na pomoc, napisał jedną ze swych najbardziej romantycznych piosenek At Long Last Love.
Mimo bólu i choroby już w rok po wypadku można było podziwiać kolejny musical Portera, „Leave it to me” z uroczą Mary Martin i skandalizującym „My heart belongs to Daddy”. Jednak sukcesy następnych czterech musicali nie uchroniły go od krytyki. Jego twórczość okrzyknięto „mniej magiczną”. Po dwóch kolejnych klapach wielu uznało go za skończonego.
Jednak w 1948 powrócił silniejszy niż kiedykolwiek. Kiss Me, Kate przez wielu uważany jest za jeden z lepszych musicali w historii Broadwayu. Oparte na Poskromieniu Złośnicy Szekspira, Kiss Me, Kate zostało wyróżnione nagrodami Tony w wielu kategoriach, w tym za najlepszy musical i najlepszego autora muzyki i tekstów. Przedstawiał piosenki takie jak So in love czy Too Darn Hot. Porter znów był na szczycie.
I choć jego kolejna sztuka, „Out of this World”, nie była sukcesem, to następna Can Can z I love Paris była arcydziełem. Jego ostatnia teatralna produkcja, Jedwabne Pończoszki również została doceniona. Po pożegnaniu z Broadwayem Porter wrócił do Hollywood, aby pisać muzykę filmową.
W 1952 zmarła jego ukochana matka, a w 1954, po długich zmaganiach z rakiem płuc, Linda. Zaraz po tym zaczęły się pogłębiać problemy z nogami kompozytora.
W 1956 jego piosenka True Love z musicalu Wyższe sfery (w rolach głównych Bing Crosby i Grace Kelly) nominowana była do Oscara. Dużym powodzeniem cieszyło się też Les Girls z Gene’em Kellym. Ale szczęśliwa passa zaczynała się kończyć.
W 1958, po 36 operacjach, amputowano mu prawą nogę. Ten ciąg nieszczęść okazał się dla niego zbyt ciężki – nigdy nie napisał już żadnej piosenki. Zmarł w szpitalu w Santa Monica. Pochowany został między ojcem a żoną w rodzinnym mieście Peru (w Indianie).